# Hattenville
Hattenville és un municipi francès situat al departament del Sena Marítim i a la regió de Normandia. L'any 2007 tenia 652 habitants.

## Demografia

### Població
El 2007 la població de fet de Hattenville era de 652 persones. Hi havia 212 famílies de les quals 28 eren unipersonals (16 homes vivint sols i 12 dones vivint soles), 48 parelles sense fills, 124 parelles amb fills i 12 famílies monoparentals amb fills.
La població ha evolucionat segons el següent gràfic:
Habitants censats

### Habitatges
El 2007 hi havia 235 habitatges, 210 eren l'habitatge principal de la família, 15 eren segones residències i 10 estaven desocupats. 230 eren cases i 3 eren apartaments. Dels 210 habitatges principals, 169 estaven ocupats pels seus propietaris, 39 estaven llogats i ocupats pels llogaters i 2 estaven cedits a títol gratuït; 2 tenien dues cambres, 22 en tenien tres, 42 en tenien quatre i 144 en tenien cinc o més. 150 habitatges disposaven pel capbaix d'una plaça de pàrquing. A 81 habitatges hi havia un automòbil i a 111 n'hi havia dos o més.

### Piràmide de població
La piràmide de població per edats i sexe el 2009 era:
| Homes | Edats   | Dones |
| ----- | ------- | ----- |
| 0     | 95 o +  | 0     |
| 0     | 90 a 94 | 0     |
| 0     | 85 a 89 | 0     |
| 8     | 80 a 84 | 0     |
| 4     | 75 a 79 | 12    |
| 8     | 70 a 74 | 8     |
| 12    | 65 a 69 | 20    |
| 8     | 60 a 64 | 4     |
| 8     | 55 a 59 | 12    |
| 36    | 50 a 54 | 4     |
| 20    | 45 a 49 | 32    |
| 12    | 40 a 44 | 20    |
| 12    | 35 a 39 | 16    |
| 20    | 30 a 34 | 12    |
| 20    | 25 a 29 | 28    |
| 20    | 20 a 24 | 20    |
| 24    | 15 a 19 | 24    |
| 24    | 10 a 14 | 36    |
| 16    | 5 a 9   | 16    |
| 20    | 0 a 4   | 16    |

## Economia
El 2007 la població en edat de treballar era de 405 persones, 301 eren actives i 104 eren inactives. De les 301 persones actives 274 estaven ocupades (165 homes i 109 dones) i 27 estaven aturades (5 homes i 22 dones). De les 104 persones inactives 26 estaven jubilades, 39 estaven estudiant i 39 estaven classificades com a «altres inactius».

### Ingressos
El 2009 a Hattenville hi havia 221 unitats fiscals que integraven 699 persones, la mediana anual d'ingressos fiscals per persona era de 16.205 €.

### Activitats econòmiques
Dels 12 establiments que hi havia el 2007, 7 eren d'empreses de construcció, 1 d'una empresa de comerç i reparació d'automòbils, 1 d'una empresa d'hostatgeria i restauració, 1 d'una empresa immobiliària, 1 d'una empresa de serveis i 1 d'una empresa classificada com a «altres activitats de serveis».
Dels 8 establiments de servei als particulars que hi havia el 2009, 1 era un paleta, 1 guixaire pintor, 4 fusteries, 1 lampisteria i 1 perruqueria.
L'any 2000 a Hattenville hi havia 17 explotacions agrícoles que ocupaven un total de 616 hectàrees.

## Equipaments sanitaris i escolars
El 2009 hi havia una escola elemental.

## Poblacions més properes
El següent diagrama mostra les poblacions més properes.